# NGC 632
NGC 632 est une galaxie lenticulaire située dans la constellation des Poissons. Sa vitesse par rapport au fond diffus cosmologique est de 2 868 ± 22 km/s, ce qui correspond à une distance de Hubble de 42,3 ± 3,0 Mpc (∼138 millions d'al). NGC 632 a été découverte par l'astronome britannique John Herschel en 1830.

## Caractéristiques
Sa vitesse par rapport au fond diffus cosmologique est de 2 868 ± 22 km/s, ce qui correspond à une distance de Hubble de 42,3 ± 3,0 Mpc (∼138 millions d'al).
À ce jour, huit mesures non basées sur le décalage vers le rouge (redshift) donnent une distance de 38,525 ± 5,843 Mpc (∼126 millions d'al), ce qui est à l'intérieur des valeurs de la distance de Hubble
NGC 632 est une galaxie à sursaut de formation d'étoiles et elle présente une large raie HI. NGC 632 est une galaxie dont le noyau brille dans le domaine de l'ultraviolet. Elle est inscrite dans le catalogue de Markarian sous la cote Mrk 1002 (MK 1002).

## Paire de galaxies

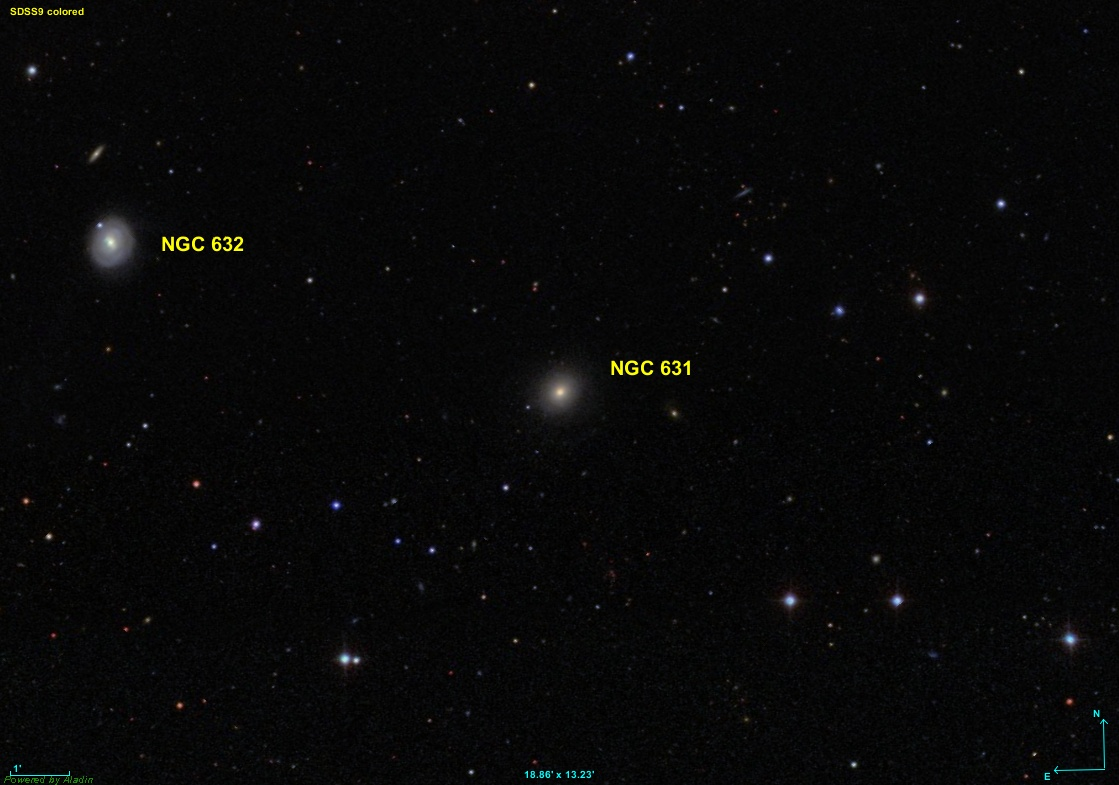
NGC 631 et NGC 632, une paire de galaxies purement optique.

Selon E.L. Turner, les galaxies NGC 631 et NGC 632 forment une paire de galaxies rapprochées. La distance de Hubble de NGC 631 est cependant beaucoup plus grande (78,7 ± 5,5 Mpc. Ces deux galaxies forment donc une paire purement optique.

## Supernova
La supernova SN 1998es a été découverte le 13 novembre 1998 dans NGC 632 par E. Halderson, M. Modjaz, T. Shefler, J. Y. King, M. Papenkova, W. D. Li, R. R. Treffers et A. V. Filippenko dans le cadre du programme conjoint LOSS/KAIT (Lick Observatory Supernova Search de l'observatoire Lick et The Katzman Automatic Imaging Telescope de l'université de Californie à Berkeley. Cette supernova était de type Ia-pec.

## Groupe de NGC 645
NGC 632 est la plus brillante galaxie du groupe de NGC 645 qui comprend au moins cinq galaxies. Les trois autres galaxies de ce groupe sont NGC 638, UGC 1137 et UGC 1172.
Les galaxies NGC 632 et NGC 645 sont dans la même région de la sphère céleste et elles sont à des distances semblables de la Voie lactée. Elles forment une paire physique de galaxies.